# Griekse parlementsverkiezingen 2019
De Griekse parlementsverkiezingen van 2019 werden gehouden op zondag 7 juli 2019. Alle 300 zetels van het Griekse parlement werden verkozen. Opiniepeilingen voorspelden een verkiezingsoverwinning voor de conservatief-liberale Nea Dimokratia en een nederlaag voor de radicaal-linkse SYRIZA van premier Tsipras. Die voorspellingen kwamen uit.
De zetelverdeling werkt met een bonussysteem. Er worden 250 zetels op een evenredige manier verdeeld over de partijen, de partij met de meeste stemmen krijgt daar 50 zetels als bonus bovenop. In totaal zijn er 300 zetels, voor een meerderheid te behalen zijn er minimum 151 nodig.

Grootste partij per kiesdistrict: Nea Dimokratia (blauw) of SYRIZA (roze).

Kyriakos Mitsotakis legde daags na de verkiezingen op 8 juli de eed af als premier van Griekenland, hij volgde daarmee de uiterst linkse premier Tsipras op als eerste minister van Griekenland. Het kabinet werd gevormd in de eerstvolgende dagen.

## Aanloop
Normaal zouden deze verkiezingen plaatsvinden in september, maar na de tegenvallende Europese verkiezingen voor de regeringspartij SYRIZA schreef de regering nieuwe vervroegde verkiezingen uit.
De kiesgerechtigde leeftijd werd tijdens de regeerperiode van Tsipras verlaagd naar 17 jaar. Zo waren de verkiezingen van 2019 de eerste waarin 17-jarigen konden meestemmen. Alsook waren er kleinere wijzigingen in het aantal kieskringen.

## Uitslagen
|                                         |                                       |                |       |               |        |  |
| Partij                                  | Partij                                | Aantal stemmen | %     | Aantal zetels | +/–    |  |
|                                         | Nea Dimokratia                        | 2,250,841      | 39.85 | 158           | 83     |  |
|                                         | Syriza                                | 1,780,704      | 31.53 | 86            | 59     |  |
|                                         | KINAL                                 | 457,414        | 8.10  | 22            | Nieuw  |  |
|                                         | Communistische Partij van Griekenland | 299,499        | 5.30  | 15            | 0      |  |
|                                         | EL                                    | 208,734        | 3.70  | 10            | Nieuw  |  |
|                                         | MeRA25                                | 194,212        | 3.44  | 9             | Nieuw  |  |
|                                         |                                       |                |       |               |        |  |
|                                         | Overig                                | 1,023,877      | 8.08  | 0             | n.v.t. |  |
| Ongeldig/ blanco                        | Ongeldig/ blanco                      | 120,113        | –     | –             | –      |  |
| Totaal                                  | Totaal                                | 5,768,005      | 100   | 300           | 0      |  |
| Opkomst                                 | Opkomst                               | 9,958,849      | 57.92 | –             | –      |  |
| Bron: Ministerie van Binnenlandse Zaken |                                       |                |       |               |        |  |

1950 · 1951 · 1952 · 1956 · 1958 · 1961 · 1963 · 1964 · 1974 · 1977 · 1981 · 1985 · 1989 (juni) · 1989 (nov.) · 1990 · 1993 · 1996 · 2000 · 2004 · 2007 · 2009 · 2012 (mei) · 2012 (juni) · 2015 (jan.) · 2015 (sep.) . 2019 · 2023 (mei) · 2023 (jun.)